# Francisco de Holanda

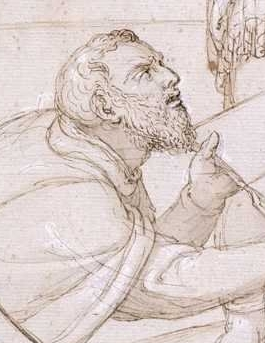
Selbstporträt Francisco de Holandas, ca. 1573

Francisco de Holanda (* 6. September 1517 in Lissabon; † 19. Juni 1585 ebenda, früher oft auch Francisco de Hollanda, Francisco d’Olanda oder Francisco d’Ollanda) war ein portugiesischer Maler, Architekt, Antiquar, Historiker und Kunsttheoretiker.

## Leben
Wie sein aus einer niederländischen Familie stammender und in Lissabon lebender Vater António de Holanda begann Francisco seine künstlerische Karriere als Miniaturist. In den Jahren zwischen 1538 und 1547 hielt er sich zum Studium der Antike in Rom auf (wohin er an der Seite von Pedro Mascarenhas gelangte). Dort hatte er nachweislich Kontakt zu prominenten Figuren wie Michelangelo, Perino del Vaga, Sebastiano del Piombo, Giulio Clovio, Parmigianino oder Vittoria Colonna. In den römischen Jahren zeichnete Francisco de Holanda zahlreiche antike Gebäude der Stadt, wie mehrere weitere zeichnerische Manuskripte des Künstlers befindet sich dieses Konvolut heute in der Biblioteca Nacional de España. Nach seiner Rückkehr auf die Iberische Halbinsel redigierte er 1548 die Endfassung seiner Schrift Da pintura antiga, die sein heute bekanntestes Werk enthält, die Diálogos em Roma oder römischen Dialoge, in denen unter anderem Michelangelo als fiktiver Gesprächspartner in Erscheinung tritt.

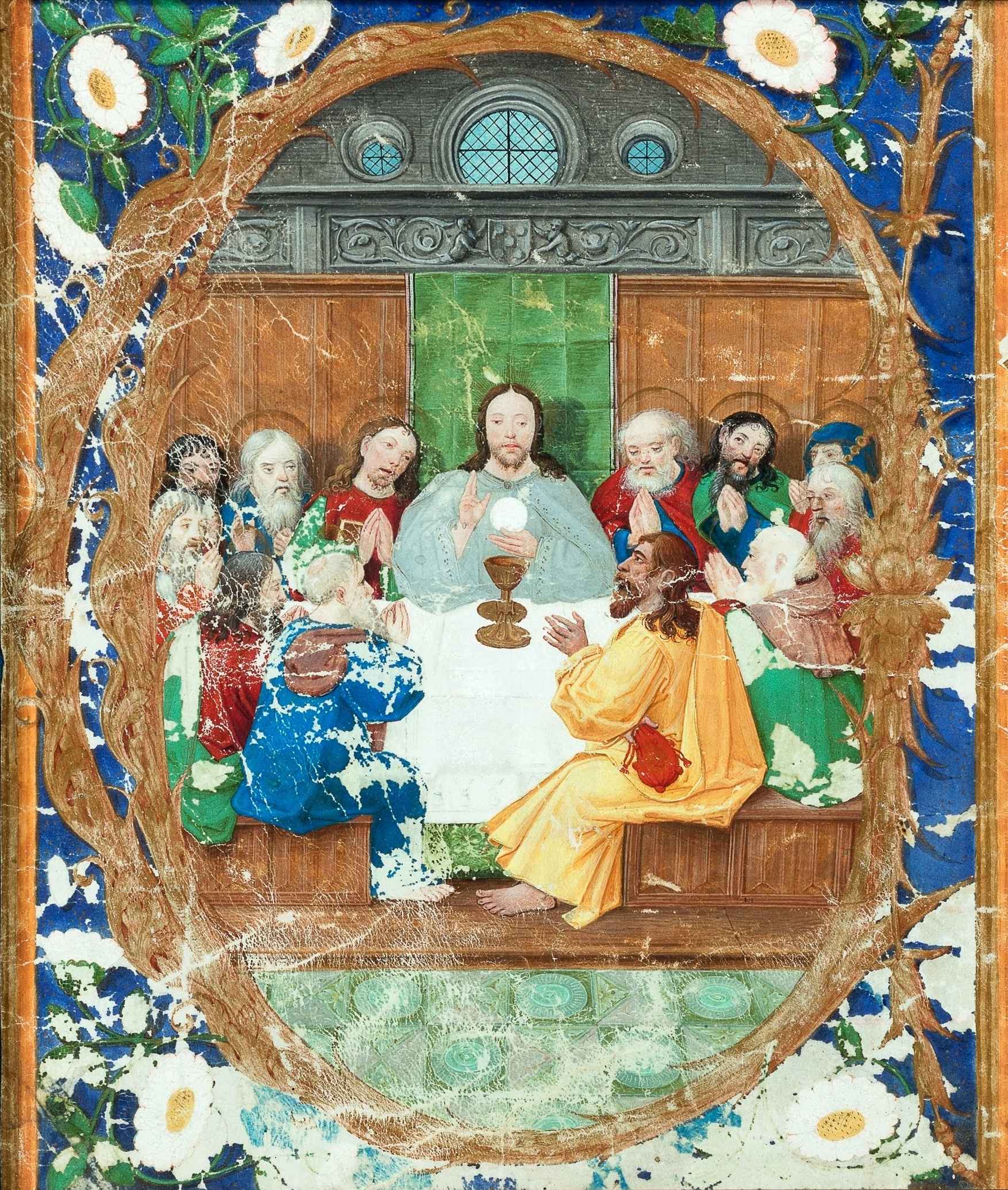
Francisco de Holanda: Das letzte Abendmahl

In Portugal gehörte Francisco de Holanda nicht zuletzt aufgrund seines aus dem Antikenstudium in Italien gewonnenen Wissens und seiner intellektuellen Ambitionen zum Kreis der führenden Künstler. Als solcher diente er mehreren portugiesischen Königen (namentlich Heinrich I., Johann III. und Sebastian I.) bei verschiedenen landesweiten Vorhaben – beispielsweise war er als Architekt für die Fassade der Kirche Igreja de Nossa Senhora da Graça in Évora verantwortlich. Vor allem führte er auch in seiner Zeit auf der Iberischen Halbinsel weitere zeichnerische Großprojekte aus, die sich, analog zu den Zeichnungen des antiken Roms, mit der Vergangenheit und gegenwärtigen Größe Portugals auseinandersetzen. Sein malerisches Werk hingegen – darunter zahlreiche dokumentierte Porträts – ist, sieht man von zahlreichen Miniaturen ab, bis auf Fragmente nicht mehr bekannt oder nicht identifiziert. 1585 verstarb Francisco de Holanda in Lissabon.

## Rezeption und Bedeutung als Kunsttheoretiker
Francisco de Holanda zählt als frühe Ausnahme innerhalb der portugiesischen Kunstliteratur, die erst am Ende des 17. Jahrhunderts mit Félix da Costa Meessen und dann schließlich im 18. Jahrhundert mit Vertretern wie José da Cunha Taborda und Cyrillo Volkmar Machado weitere nennenswerte Versuche startet. Doch können seine Schriften auch nur teilweise als genuin portugiesische Literatur gelten: Insbesondere die Diálogos em Roma werden von der Forschung vor allem als Bestandteil und Dokument der italienischen Kunstdiskurse des 16. Jahrhunderts behandelt, da sie von den Fragen geprägt sind, die in der ersten Hälfte des Cinquecentos in Rom verhandelt wurden (beispielsweise der Paragone). Grundsätzlich sind seine Traktate in nur sehr wenigen Abschriften erhalten und wurden erst ab dem späten 19. Jahrhundert wiederentdeckt und im Druck verlegt. Auch fehlen eindeutige Nachweise einer intensiveren Rezeption durch Zeitgenossen auf der Iberischen Halbinsel – wobei aber zu erwähnen ist, dass beispielsweise Da pintura antiga schon 1563 von Manuel Denis (auch: Diniz) in das Katalanische übersetzt worden war.

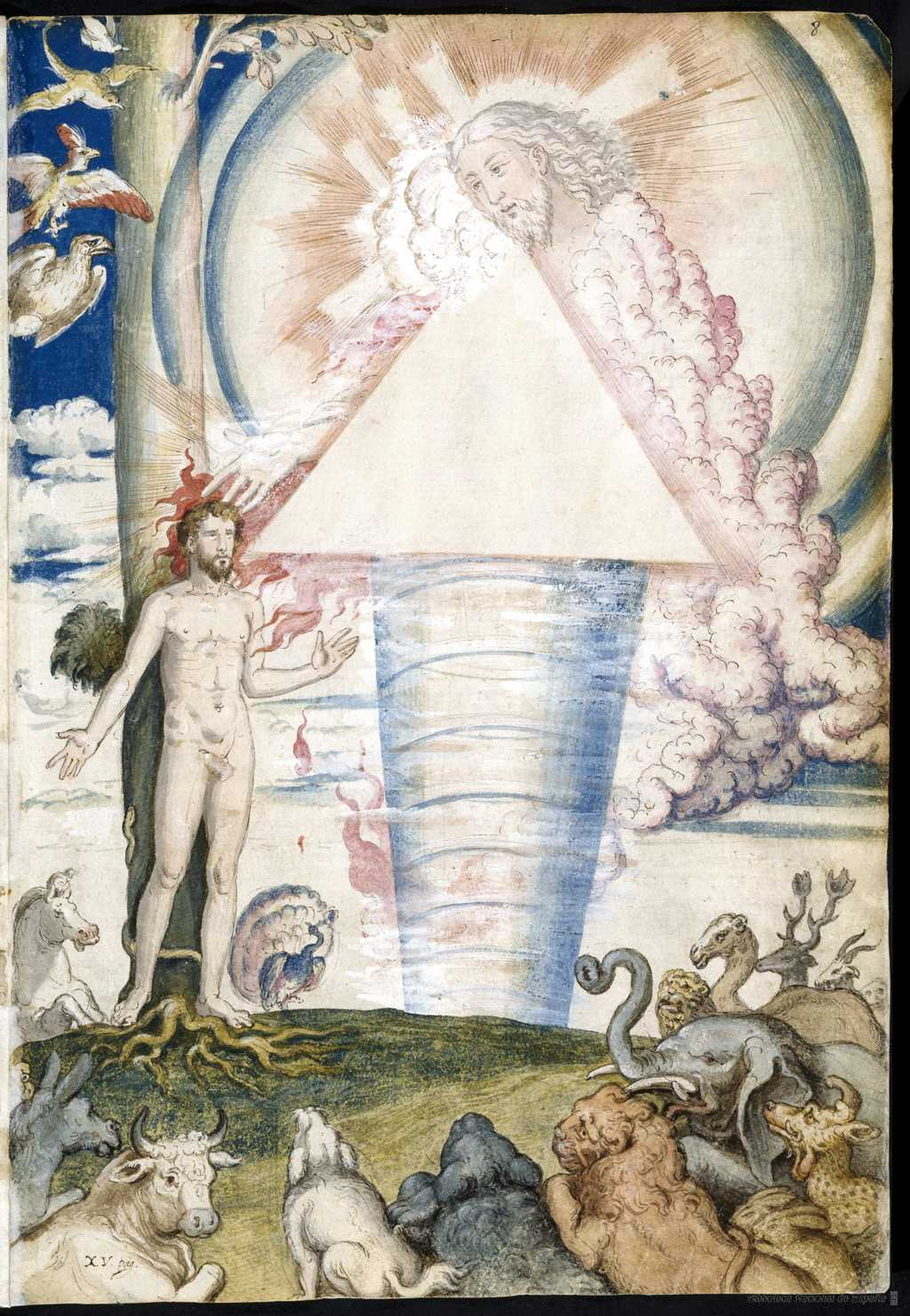
Francisco de Holanda: Die Schöpfung des Menschen, Detail aus De aetatibus mundi imagines

Unter den kunsttheoretischen Schriften des 16. Jahrhunderts zählen die Schriften von Francisco de Holanda heute zu den wichtigsten und am häufigsten zitierten Referenzwerke, worauf nicht zuletzt die konstante Auseinandersetzung der nicht-portugiesischen Forschung mit dem Werk in Form zahlreicher kommentierter Übersetzungen hinweist. Favorisiertes Interesse gilt dabei den Diálogos em Roma, die bereits editorisch oft aus dem ursprünglichen Zusammenhang mit Da pintura antiga gerissen werden; die übrigen (etwa historiographischen) Werke De Holandas finden tendenziell sehr wenig Beachtung. Die Rezeption der Diálogos ist ihrerseits in zwei Phasen einzuteilen, da sie nach ihrer Entdeckung durch die kunsthistorische Forschung zunächst emphatisch als direkte Zeugnisse der kunsttheoretischen Ansichten Michelangelos aufgefasst worden waren, zumal der Divino artista keine eigene traktatistische Schrift hinterlassen hatte. Erst quellenkritische Untersuchungen, Vergleiche mit anderen Dialogen der Zeit und die generelle Einordnung in die literarischen Strategien dieser Textgattung in der Renaissance führten dazu, dass Forscher wie Hans Tietze und Julius von Schlosser im frühen 20. Jahrhundert zum einen nachwiesen, dass die Römischen Gespräche bestenfalls allgemeine Gedanken wiedergeben, die im Umkreis Michelangelos und anderer römischer Künstler zirkulierten. Zum anderen wiesen sie jedoch auch auf die Diskrepanz zwischen der modernen Erwartungshaltung gegenüber derartigen Texten und der historischen Autorintention hin („Es war nicht im geringsten Hollandas Absicht, seine Dialoge als einen historischen Bericht, als getreue Wiedergabe wirklicher Unterredungen darzustellen [...].“). Seit der Erkenntnis, dass „Hollandas [sic] Werk den Wert einer Urkunde für Michelangelos Leben und Wesen nicht oder nur in höchst bedingter Weise beanspruchen darf“, werden die kunsttheoretischen Ansichten des Verfassers wie andere Werke (etwa Leonardos Trattato della Pittura oder Vasaris Vite) aufgefasst und autonom diskutiert, beispielsweise Einzelaspekte wie die Platonrezeption De Holandas.

## Literarisches Werk

### Gesamtausgabe
- Obra completa. Introdução, notas e comentários de José Da Felicidade Alves. 4 Bde. Livros Horizonte, Lissabon 1984:
  - Da pintura antiga. (Obra completa, 1).
  - Diálogos em Roma. (Obra completa, 2).
  - Do tirar polo natural. (Obra completa, 3).
  - Da fábrica que falece à cidade de Lisboa. (Obra completa, 4).

### Originalsprachige Einzelausgaben
- Angel González Garcia (Hrsg.): Da pintura antiga. Livros 1 & 2. Lissabon 1983.
- Os desenhos das antigualhas que vio Francisco d’Ollanda, pintor portugués (… 1539–1540 …). Publicalos, con notas de estudio y preliminares el Prof. E. Tormo. Reproducción facsimil del codice de Francisco d’Ollanda que se custodia en la Biblioteca del Escorial. Madrid 1940.
- Da pintura antiga. Ed. completa d’esta celebre obra. Commentada por Joaquim de Vasconcellos. Renascença Portuguesa, Porto 1930.

### Bilinguale Einzelausgaben
- Dialoghi di Roma. Introduzione, commento e note di Rita Biscetti. Bagatto Libri, Rom 1993 (Text portugiesisch / italienisch).
- Achille Pellizzari (Hrsg.): Le opere di Francisco de Hollanda edite nel testo portoghese e nella traduzione spagnola e illustrate con introduzione, versioni e note e con la riproduzione integrale del codice dei disegni delle ‘Antichità d’Italia’ conservato nella Biblioteca dell’Escuriale. 2 Bde. Perrella, Neapel 1914–1915 (unvollständig, erschienen nur I quattro dialoghi intorno alla pittura antica sowie ein Bildband) (Text portugiesisch / spanisch).
- Vier Gespräche über die Malerei, geführt zu Rom 1538. Originaltext mit Übersetzung, Einleitung, Beilagen und Erläuterungen von Joaquim de Vasconcellos. Graeser, Wien 1899 (Quellenschriften für Kunstgeschichte und Kunsttechnik des Mittelalters und der Neuzeit, 9) (Text portugiesisch / deutsch).

### Übersetzte Einzelausgaben
- Grazia Modroni (Hrsg.): I Trattati d’arte (= Arte e memoria. 6). Sillabe, Livorno 2003.
- Grazia Dolores Folliero-Metz (Hrsg.): Diálogos em Roma (1538). Conversations on art with Michelangelo Buonarroti. Winter, Heidelberg 1998, ISBN 3-8253-0774-3.
- Emilio Radius (Hrsg.): Colloqui con Michelangelo (= Collezione storica del Condor. Clio minore, 3). Antonioli, Mailand 1945.
- I dialoghi michelangioleschi. Übersetzung aus dem Portugiesischen mit Einleitung, biographischen Notizen, Anmerkungen und Anhängen von Antonietta Bessone Aurelj. 3. Auflage, Maglione, Rom 1939.
- Four dialogues on painting. Rendered into English by Aubrey F. G. Bell. Oxford University Press, Oxford 1928.
- De la pintura antigua (1548). Versión castellana de Manuel Denis (1563). J. Ratés Impresor, Madrid 1921.